# Wiktorija Isakowa
Wiktorija Jewgienjewna Isakowa (ur. 12 października 1976 w Chasawiurcie) – rosyjska aktorka teatralna i kinowa. Laureatka nagrody rządu Federacji Rosyjskiej (2015), nagrody teatralnej „Czajka” (Mewa), nagrody „Trumf” i „Zołotoj orioł” (Złoty Orzeł).

## Życiorys
Urodziła się 12 października 1976 r. w mieście Chasawiurt. Ojciec, Jewgienij Isakow, poeta, był dyrektorem klubu piłkarskiego Anży Machaczkała oraz dyrektorem generalnym klubu Widnoje z Widnoje pod Moskwą. W wieku 13 lat przeniosła się z rodziną do Moskwy.
Po ukończeniu szkoły rozpoczęła studia na Rosyjskim Uniwersytecie Sztuki Teatralnej, a po roku nauki przeniosła się na moskiewski MChaT do klasy Olega Jefriemowa. Szkołę ukończyła w 1999 r.
Od 1999 do 2001 r. Isakowa pracowała w teatrze MChT im. Gorkiego, gdzie grała rolę Niny Zariecznej w sztuce Mewa wg dramatu Antona Czechowa i Mawki w sztuce Pieśń lasu wg dramatu Łesi Ukrainki.
W 2001 r. przyjęto ją do trupy Moskiewskiego Teatru Dramatycznego im. Puszkina. Za rolę Panienki w spektaklu „Wij” otrzymała w 2003 r. nagrodę „Czajka” (Mewa).
Na ekranie Isakowa zadebiutowała w 1998 r. gdy pojawiła się w epizodzie w serialu telewizyjnym „Czechow i Ko”. Jeszcze jeden epizod zagrała w serialu „Impierija pod udarom”, a od 2002 r. Isakowa występuje na ekranie regularnie.
W 2002 r. Wiktoria poznała niedawno rozwiedzionego reżysera Jurija Moroza, za którego wyszła za mąż rok później.
W 2005 r. Isakowa zagrała swoją pierwszą główną rolę we wspólnym rosyjsko–ukraińskim projekcie (Cełujut wsiegda nie tiech). Popularność pojawiła się w następnym roku dzięki roli w filmie akcji Polowanie na Piranię i dramacie „Triebujetsia niania”. Sama aktorka opowiada o swojej roli w tym obrazie tak:

W filmie Sadiłowej moja bohaterka jest zastanawiająca. Wydaje się, że wszystko u niej w porządku, ale tylko zewnętrznie. Jeśli się zastanowić, to w jej życiu można by wiele zmienić, a Wiera z jakiegoś powodu tego nie robi. A ja chciałam zrozumieć, jak można tak żyć.

W 2006 r. za rolę Kiry, mającej pseudonim „Zebra”, w filmie Jurija Moroza (Prostytutki), dostała nagrodę w kategorii „Najlepszej aktorki roku” na Międzynarodowym Festiwalu Filmowym w Chicago.

## Twórczość

### Filmografia
- 2002 – Dniewnik ubijcy – Roza, komisarz
- 2002 – Kamieńska – Katia
- 2003 – Сыщики-2 (Detektywi–2) – Maja
- 2003 – Женщины в игре без правил (Kobiety w grze bez zasad) – Tonia
- 2004 – Союз без секса (Związek bez seksu) – Lena
- 2005 – Целуют всегда не тех (Całują zawsze nie tych) – Lara
- 2005 – Бухта Филиппа (Zatoka Filipa) – Ija Meschi
- 2006 – Требуется няня (Potrzebna niania)– Wiera
- 2006 – Polowanie na Piranię – Sinilga
- 2006 – Доктор Живаго (11 odcinek serialu) – Marinka
- 2006 – Prostytutki – Kira o pseudonimie „Zebra”
- 2006 – Wyspa – Nastia
- 2007 – Частный заказ (Prywatne zamówienie)– Maria Niewzorowa
- 2007 – Ветка сирени (Gałązka bzu) – Anna Łodyżenskaja
- 2007 – Посторонний (Postronny człowiek) – Tatiana
- 2007 – Пуговица (Guzik) – Jelizawieta Tienieckaja
- 2008 – Братья Карамазовы serial telewizyjny (Bracia Karamazow) – Katierina Iwanowna
- 2008 – Трудно быть мачо (Trudno być macho) – Julia Władimirowna, sprzedawczyni
- 2008 – Пелагия и белый бульдог (Pelagia i biały buldog) – Naina Gieorgijewna Tielianowa
- 2008 – Посредник (Mediator) – Lilia
- 2008 – Снежный человек (Śnieżny człowiek) – Dasza Szelestowa, dziennikarka
- 2009 – Блудные дети (Rozrzutne dzieci) – Galina Morozowa
- 2009 – Осенние цветы (Jesienne kwiaty) – Edit Bieriesz w młodości
- 2010 – Башня (Wieża) – Ewa
- 2010 – Крыса (Szczur) – Anna Szczerbakowa
- 2010 – Улыбнись, когда плачут звёзды (Uśmiechnij się, gdy płaczą gwiazdy) – Anna Swietłowa
- 2010 – Южный календарь (Południowy kalendarz) – Wika
- 2010 – С болваном (Z głupcem)
- 2010 – Солнцекруг (Tarcza słoneczna) – Anna Kutajcewa
- 2012 – Ящик Пандоры (Puszka Pandory) – Wiera
- 2012 – Любовь с оружием (Miłość do broni) – Luba Klonskaja
- 2012 – Праздник взаперти (Zamknięte święto) – Wiera Sorokina
- 2013 – Зеркала (Lustra) – Marina Cwietajewa
- 2013 – Пётр Лещенко. Всё, что было... (Piotr Leszczenko. Wszystko, co było...) – Jekaterina Zawiałowa
- 2013 – Оттепель (Odwilż) – Inga, była żona Chrustaliowa
- 2013 – Убить дважды (Zabić dwa razy) – Maria Daniłowa
- 2014 – Инквизитор (Inkwizytor) – Natalia Pawłowna Sieriebrianskaja, prywatna detektyw
- 2014 – Зелёная карета (Zielona kareta) – Wiera Rajewskaja
- 2015 – Родина (Ojczyzna) – ekspertka–analityczka centrum antyterrorystycznego FSB Anna Zimina
- 2016 – Ученик (Uczeń) – Jelena Lwowna Krasnowa
- 2016 – Квартет (Kwartet) – Lińkowa
- 2016 – Мата Хари (Mata Hari) – Lidia Kiriejewskaja
- 2016 – По ту сторону смерти (Z tamtej strony śmierci) – Anna Pokrowskaja
- 2016 – Частица вселенной (Cząstka wszechświata) – Nadia
- 2016 – Пьяная фирма (Pijana firma) – Malwina Witaliewna
- 2017 – Вы все меня бесите! (Wszyscy mnie irytujecie!) – Diana

### Role teatralne

#### Moskiewski Teatr Dramatyczny im. Puszkina
- 2000 – «Зовите Печориным» – Wiera
- 2001 – «Леди на день» – Luiza
- 2001 – „Бесприданница” (Panna bez posagu) – Larysa
- 2002 – «Откровенные полароидные снимки» – Nadia
- 2003 – „Вий” (Wij) – Panienka
- 2004 – „Сон в шалую ночь” (Sen nocy letniej) – Tytania
- 2005 – «Поздравляю с будним днём!» – Annette
- 2008 – «Саранча»[1] – Nadieżda
- 2011 – „Много шума из ничего”[2] (Wiele hałasu o nic) – Beatrycze
- 2012 – „Отражения, или Истинное”[3] (Prawdziwa rzecz) – Anni
- 2012 – „Великая магия”[4] – Marta di Spelta
- 2015 – «Вишнёвый сад» – Raniewskaja

#### Moskiewski Teatr Artystyczny im. A. Czechowa, MChT
- 2000 – „Чайка” (Mewa) – Nina Zariecznaja
- 2000 – „Лесная песня” (Pieśń lasu) – Mawka

#### Другой Театр (Drugoj Tieatr)
- 2010 – „Bliżej” (ang. Closer) (według dramatu Patricka Marbera o takim samym tytule; reżyseria – Władimir Agiejew[5]

#### Centrum Dramaturgii i Reżyserii A. Kazancewa i M. Roszczina
- 2005 – „Галка Моталко” – Swieta Kometa, mistrzyni

#### Гоголь-центр (Gogol–centr)
- 2013 – „Братья” (Bracia)(remake filmu Luchina Viscontiego Rocco i jego bracia, reżyseria Aleksiej Mizgiriow) – Nadia
- 2014 – „(М)ученик” dramat współczesnego, niemieckiego dramaturga Mariusa von Mayenburga – Jelena Lwowna Krasnowa (nauczycielka biologii)

#### Inne
- „Бабье царство” (reżyserka – Anna Pokrowskaja)
- „Дневники военнопленного Воропаева” (reżyserka – Marina Brusnikina)
- „Цыганы” (reżyserka – Marina Brusnikina)
- „Э’Федра” Živile Montvilaitė o ogrodzie „Ermitaż” – Fedra

### Wideoklipy
- „Свободный полёт” (Swobodny lot) (Walerij Meladze)
- „Мой брат” (Mój brat) (Walerij Meladze, Konstantin Meladze)[6]
- „Надя” (Delfin)

## Nagrody i nominacje
- 2003 – laureatka teatralnej nagrody Чайка (Mewa) w kategorii „Двойной удар” (Podwójne uderzenie) – za udział w spektaklu „Wij” (razem z aktorem Pawłem Dieriewianko).
- 2006 – nagroda Silver Hugo w kategorii „Najlepsza aktorka” na Międzynarodowym Festiwalu Filmowym w Chicago (wraz z aktorkami Darią Moroz i Anną Ukołową) (film „Точка”).
- 2008 – laureatka młodzieżowej nagrody „Триумф”[7].
- 2013 – nagroda imienia Natalii Gundariewej „Za najlepszą rolę żeńską” na 11 Moskiewskim festiwalu kina rosyjskiego „Moskiewska premiera” w ramach konkursu publiczności „Wspaniała siódemka «МК»”[8] – za rolę Mariny Cwietajewej w filmie „Зеркала” (Lustra)
- 2014 – nominacja do nagrody „Ника” (Nika) za najlepszą żeńską rolę (film „Зеркала” (Lustra)).
- 2014 – nagroda Związku producentów kina i telewizji w kategorii „Najlepsza aktorka filmu/serialu telewizyjnego” (serial telewizyjny „Оттепель” (Odwilż)).
- 2014 – nominacja do nagrody „ТЭФИ” (TEFI) za najlepszą rolę żeńską (serial telewizyjny „Оттепель” (Odwilż)).
- 2015 – nagroda „Золотой орёл” (Złoty orzeł) za najlepszą żeńską rolę w serialu „Оттепель” (Odwilż)
- 2015 – Nagroda Rządu Federacji Rosyjskiej w dziedzinie kultury – za stworzenie serialu telewizyjnego „Оттепель” (Odwilż)[9]
- 2016 – nagroda czasopisma ОК! w kategorii „Главный герой – кино” (Główny bohater – kino)[10]
- 2017 – nominacja do nagrody „Золотой орёл” (Złoty orzeł) za najlepszą rolę żeńską w filmie Uczeń